# Szymon Czechowicz
Szymon Czechowicz (Krakkó, 1689. július – Varsó, 1775. július 21.) kiemelkedő lengyel barokk festő, akit a 18. századi szakrális festészet egyik legeredményesebb festőjeként tartanak számon Lengyelországban. Festészeti iskolájának megalapítása nagy hatást gyakorol a lengyel művészetre.

## Élete és munkássága
Ötvös családból származott. Kezdetben Franciszek Maksymilian Ossoliński támogatta, majd 1711-ben Rómába ment, ahol felvételt nyert az Accademia di San Lucára. A mestere  Benedetto Luti volt. Római tanulmányai során olyan híres művészek munkáinak másolásával foglalkozott, mint Raffaello Sanzio, Guido Reni (Keresztrefeszítés, ma a római Szent Stanisław templomban található; Ártatlanok mészárlása, Lvivi Művészeti Galéria), Peter Paul Rubens (Krisztus a farizeusok között), Federico Barocci. 1716-ban az Accademia kitüntetésben részesítette két rajzát: Sámson legyőzte az oroszlánt és A győztes visszatérése.
Még Rómában festett néhány oltárképet lengyelországi templomok számára (Szent Antal látomása, Levétel a keresztről, Istenszülő védelme Krakkó felett a krakkói piaristák templomának (1729) és a Szűz Mária mennybemenetele a kielcei székesegyház számára (1730). 1731-ben visszatért Lengyelországba, ahol Varsóban Johann Samuel Mockkal vetélkedett, hogy II. Ágost lengyel király udvari festője lehessen. A későbbiekben dolgozott még Krakkóban, Poznańban, Pidhirtsiben, Polackban és Vilniusban. 1750 körül a rokokóhoz szorosan kapcsolódó finom színeket használt.
Czechowicz megalapította saját festőiskoláját, ahol ingyenesen tanított. Festményeinek egy részét valószínűleg tanítványai – Franciszek Smuglewicz, Tadeusz Konicz, Jan Ścisło, Jan Bogumił Plersch és Antoni Albertrandi – készítették. Vallásos festményein az érett római barokk mintáit követte, különösen Carlo Maratta, Benedetto Luti és Sebastiano Conca mintáit, portréit pedig a szász portréiskola ihlette.
Czechowicz 1775-ben halt meg Varsóban, és a kapucinusok templomában temették el.

## Képgaléria

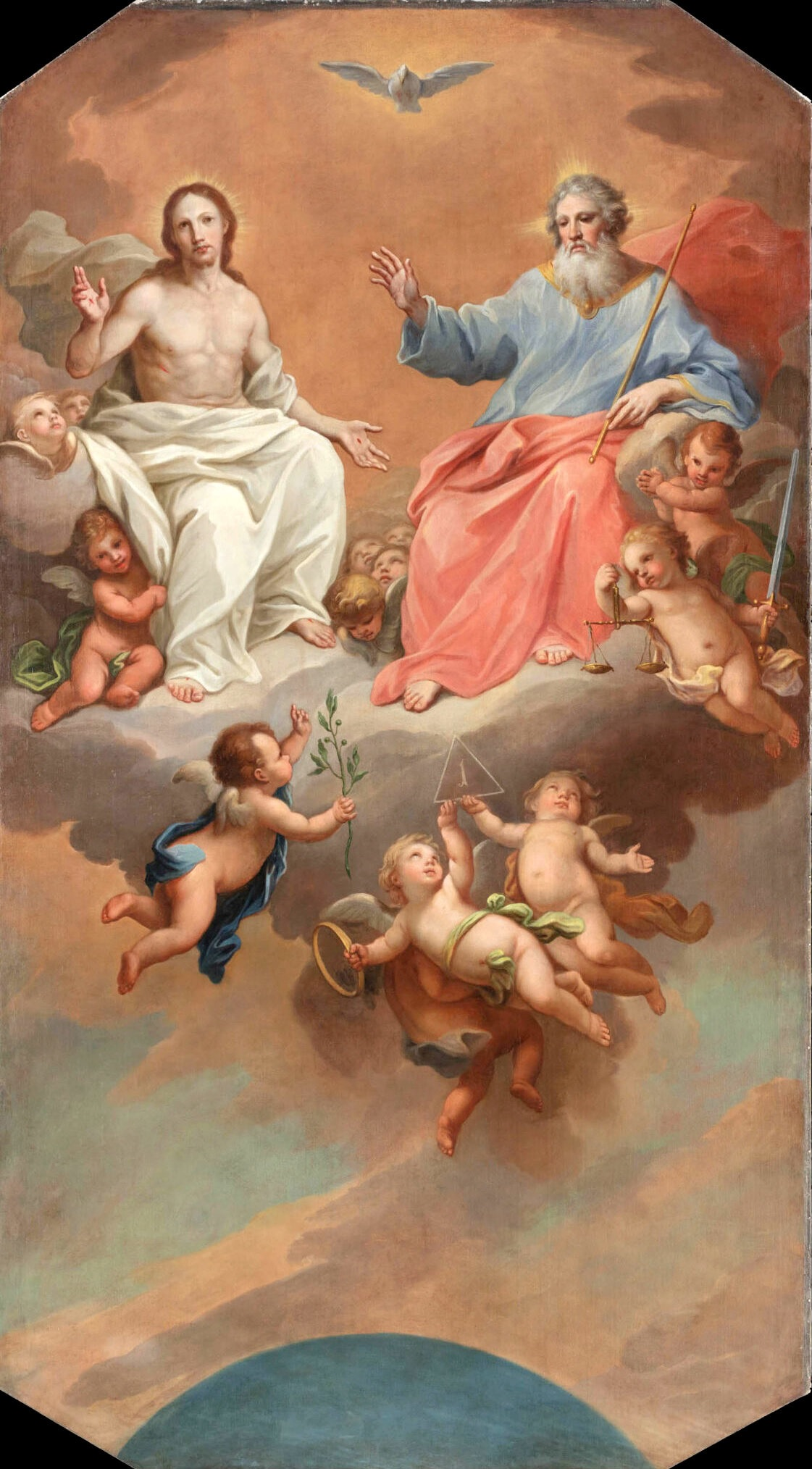
Szentháromság (1748/49)
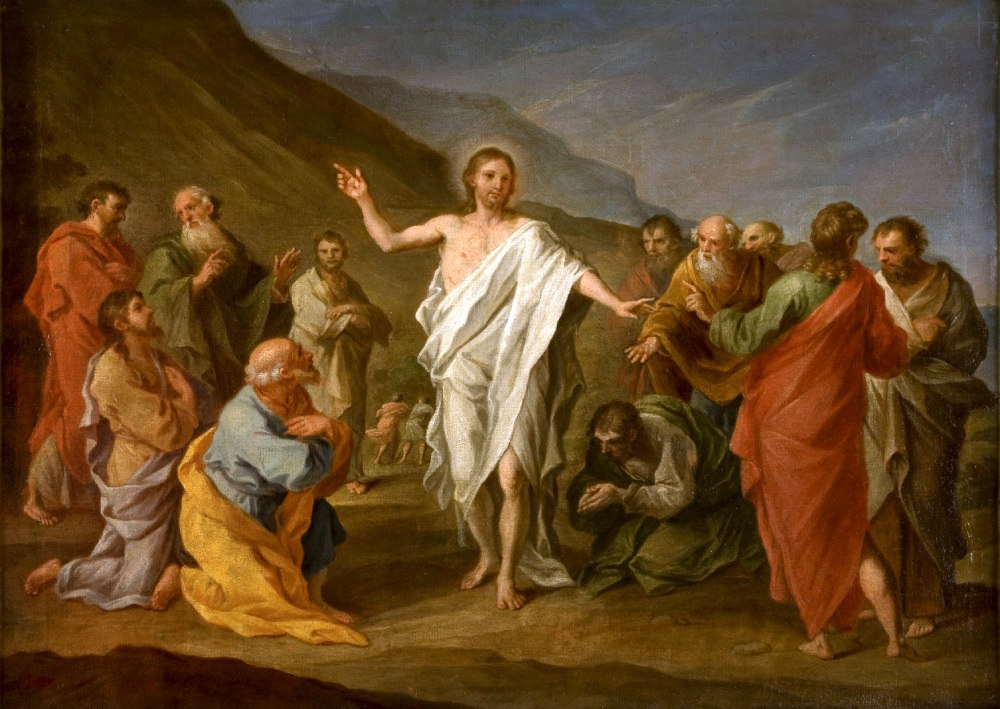
A feltámadás (1758)
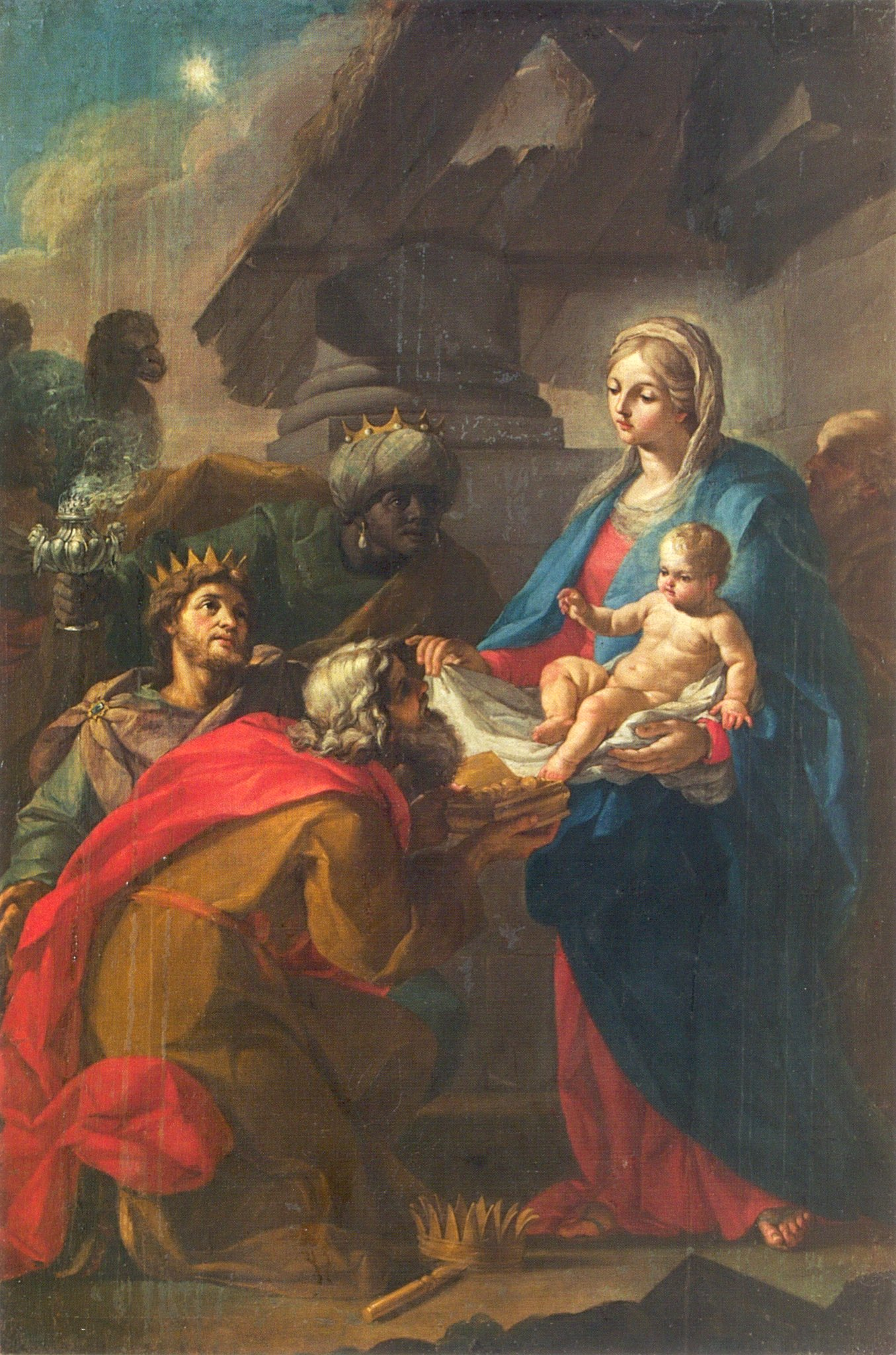
A királyok imádása

## Fordítás
Ez a szócikk részben vagy egészben  a   Szymon Czechowicz című angol Wikipédia-szócikk ezen változatának fordításán alapul.  Az eredeti cikk szerkesztőit annak laptörténete sorolja fel. Ez a jelzés csupán a megfogalmazás eredetét és a szerzői jogokat jelzi, nem szolgál a cikkben szereplő információk forrásmegjelöléseként.